# Gottwalt Schaper

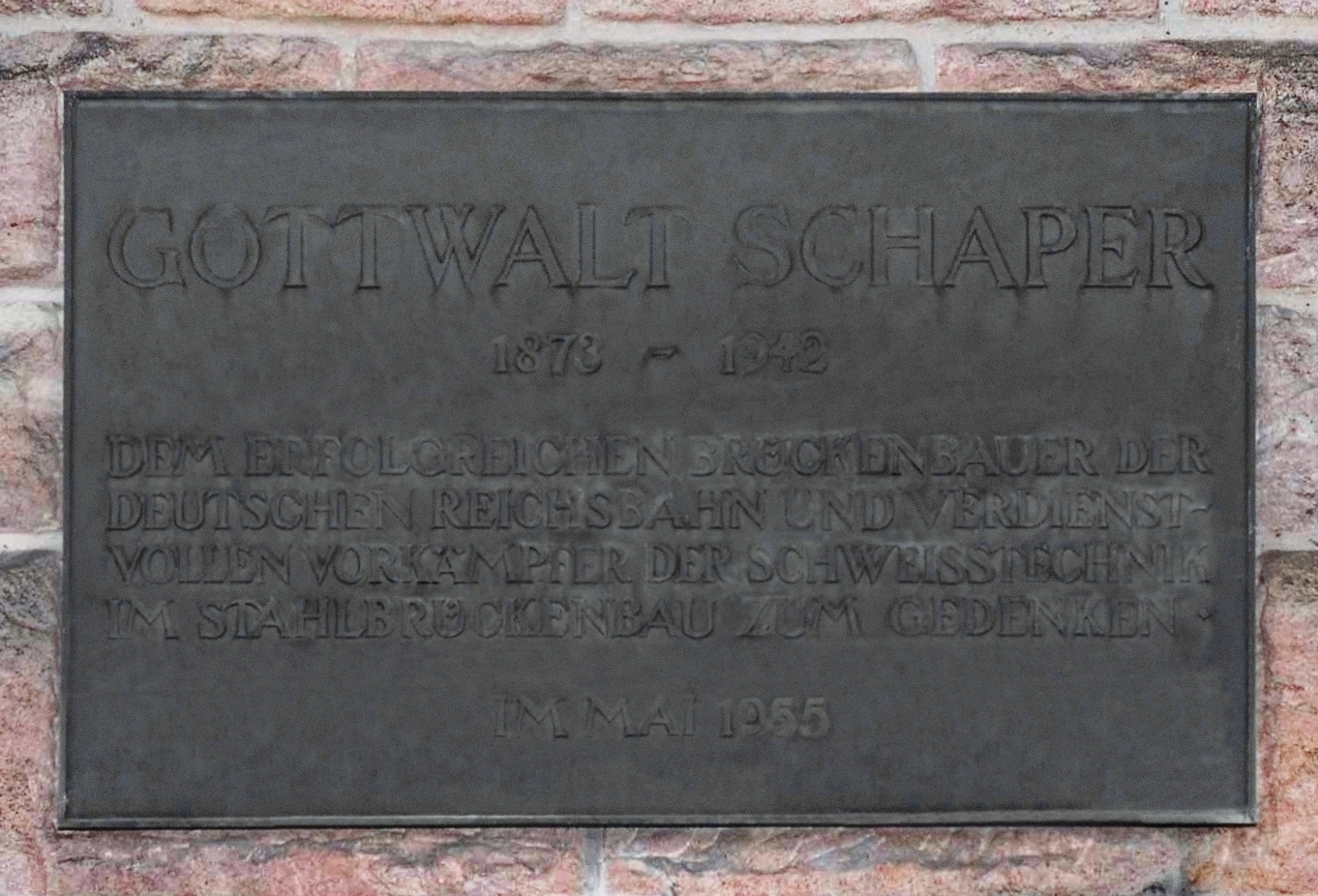
Gedenktafel für Gottwalt Schaper an der Mainzer Nordbrücke.
Text: 1873–1942, dem erfolgreichen Brückenbauer der deutschen Reichsbahn und verdienstvollen Vorkämpfer der Schweisstechnik im Stahlbrückenbau zum Gedenken, im Mai 1955

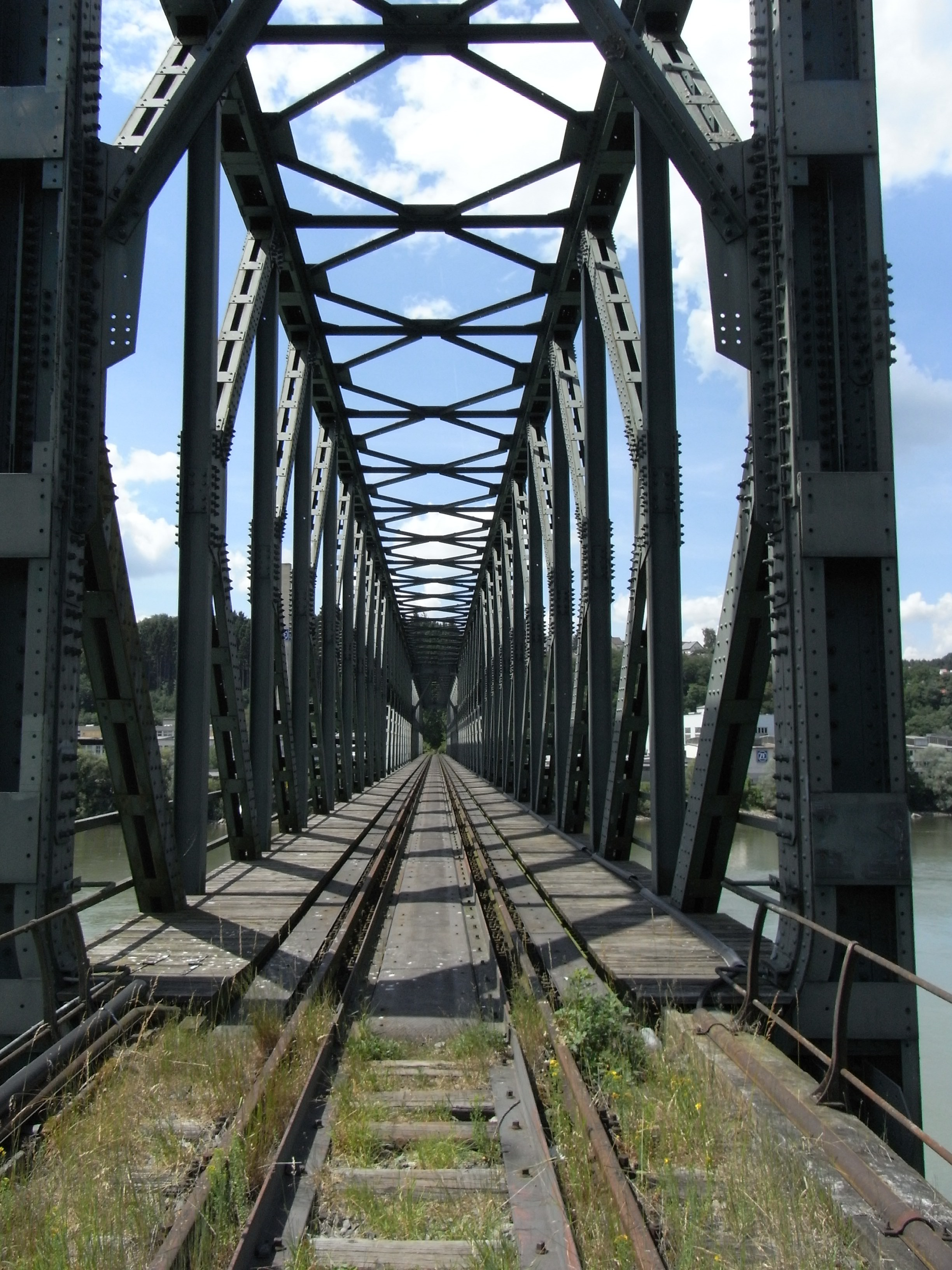
Kräutelsteinbrücke bei Passau,
SKR-Behelfsbrücke

Gottwalt Schaper (* 10. März 1873 in Hohlstedt; † 4. Januar 1942 in Berlin) war ein deutscher Bauingenieur und Baubeamter, der als Vorreiter für den geschweißten Stahlbrückenbau hervortrat.

## Leben
Schaper studierte ab 1893 Bauingenieurwesen an der Technischen Hochschule (Berlin-)Charlottenburg. Während seines Studiums wurde er Mitglied im Verein Deutscher Studenten Charlottenburg. Er bestand beide Staatsexamina im Eisenbahnfach mit Auszeichnung. Er beteiligte sich 1901 am Schinkel-Wettbewerb für den Bereich Eisenbahnbau, sein Entwurf für die Aufgabenstellung einer Verbindung zwischen der Rhein-Nahe-Bahn und der rechtsrheinischen Bahn wurde mit der Vereins-Ehrengabe des Architekten-Vereins zu Berlin ausgezeichnet und als häusliche Probearbeit zum 2. Staatsexamen angenommen.
Von 1901 bis 1905 war er als Regierungsbaumeister (Assessor in der öffentlichen Bauverwaltung) bei der Eisenbahndirektion Berlin tätig, von 1905 bis 1909 als (wissenschaftlicher) Hilfsarbeiter in der Eisenbahnabteilung des preußischen Ministeriums der öffentlichen Arbeiten bei Hermann Zimmermann. Gleichzeitig hatte er Gelegenheit, seine Fachkenntnisse als Assistent bei Heinrich Müller-Breslau weiter zu vertiefen. 1906 wurde er zum Eisenbahn-Bau- und Betriebsinspektor ernannt. 1909 bekam er eine Stelle als Leiter des Neubauamts für die Rheinbrücke der Bahnstrecke Duisburg-Meiderich Nord–Hohenbudberg. 1912, nach Fertigstellung dieser Brücke, wurde er Dezernent für Brückenbau bei der Eisenbahndirektion Stettin. In diese Zeit fällt die Herausgabe von Musterentwürfen für stählerne Brücken. 1915 erhielt Schaper das Eiserne Kreuz 2. Klasse am weißen Bande.
Am 10. Dezember 1919 trat Schaper als Nachfolger von John Labes die Leitung des Brückendienstes in der Preußischen Staatseisenbahn an; verbunden damit war seine Ernennung zum Geheimen Baurat und Vortragenden Rat im Ministerium der öffentlichen Arbeiten. Einen Monat später, am 9. Januar 1920, wurde seine Dienststelle dem neu geschaffenen Reichsverkehrsministerium zugeordnet. Schaper erhielt das Referat für Brücken- und Ingenieurhochbau.
Schon zu Lebzeiten wurde Schapers Arbeit anerkannt: Ehrendoktorwürden verliehen ihm die Deutsche Technische Hochschule Brünn (als Dr. tech. E. h.) und 1922 die Technische Hochschule Darmstadt (als Dr.-Ing. E. h.) „in Anerkennung seiner hervorragenden Verdienste, die er sich um die Entwicklung des Eisenbaues, besonders in Norddeutschland, durch wissenschaftliche und verwaltungstechnische Arbeiten im preußischen Staatsdienst erworben hat“. 1933 wurde ihm die Titularprofessur verliehen, und 1938 ernannte ihn die Akademie für technische Wissenschaften in Warschau zum auswärtigen Mitglied.
Im Zweiten Weltkrieg entwickelte er zusammen mit der Friedrich Krupp AG eine standardisierte Fachwerkbrücke, die Schaper-Krupp-Reichsbahnbrücke (SKR), die nach dem Krieg als Behelfsbrücke oft zum Einsatz kam. Allein zwischen 1945 und 1950 wurden 39 Brücken mit einer Gesamtlänge von 5200 Metern eingebaut. Die letzte SKR-Brücke wurde 1991 über den Teltowkanal in Berlin errichtet.
Sein zuerst 1908 erschienenes und vielfach aufgelegtes Buch Eiserne Brücken war in Deutschland bis in die 1950er Jahre hinein das Standardwerk zum Stahlbrückenbau. Er setzte sich für geschweißte Brücken ein und die Anwendung des Baustahls 52 im Stahlbrückenbau, der eine höhere Festigkeit hatte.
Er war 1928 Gründer der Zeitschrift Stahlbau, die im Berliner Verlag Ernst & Sohn erschien.
Schaper starb 1942 und wurde in Wilhelmshorst bei Potsdam beerdigt.

## Schriften
Schaper veröffentlicht folgende Lehrbücher:
- Eiserne Brücken. Ein Lehr- und Nachschlagebuch für Studierende und Konstrukteure. Ernst & Sohn, Berlin 1908 (und weitere Auflagen). (Digitalisat auf archive.org)
- Hilfswerte für das Entwerfen und die Berechnung von Brücken mit eisernem Überbau als Ergänzung zu den preußischen Vorschriften für das Entwerfen der Brücken mit eisernem Überbau vom 1. Mai 1903. Empfohlen durch die Ministerialerlasse I D 13781 vom 17. September 1903 und I D 11628 vom 30. Juni 1904.
  - In: Eisenbahnnachrichtenblatt, Jahrgang 1903, S. 388, und Jahrgang 1904, S. 286.
  - 4. neubearbeitete Auflage, Ernst & Sohn, Berlin 1913. (bearbeitet von Friedrich Dircksen)
- Grundlagen des Stahlbaues. 6., vollkommen neubearbeitete und erweiterte Auflage, Ernst & Sohn, Berlin 1933. (= Das Bauen in Stahl, Teil 1.)
- Feste stählerne Brücken. 6., vollkommen neubearbeitete und erweiterte Auflage, Ernst & Sohn, Berlin 1934. (= Das Bauen in Stahl, Teil 2.)
- Einiges über Mauerwerk, Widerlager, Pfeiler und die Gestaltung von steinernen und stählernen Brücken. 2. überarbeitete und erweiterte Auflage, Ernst & Sohn, Berlin 1942.